# Campo de San Pedro
Campo de San Pedro er en by og kommune i det centrale Spanien i provinsen Segovia. Den har et indbyggertal på 259 (2024) indbyggere.